# Manuel Arnús de Ferrer
Manuel Arnús de Ferrer (Tremp, Lérida, 13 de marzo de 1813-Madrid, 23 de febrero de 1879) fue un médico e hidrólogo español.

## Biografía
Natural de la villa leridana de Tremp, era hermano del banquero y político Evaristo Arnús y Ferrer. Estudió durante tres años Latín, Retórica, Lógica y Metafísica en el Seminario Conciliar de Barcelona. En las clases establecidas por la Junta de Comerció, cursó Matemáticas, Física Experimental y Botánica en 1829 y 1830. Asimismo, asistió al Colegio de Medicina y Cirugía de esa ciudad, donde siguió la carrera de Medicina y Cirugía; en 1836 recibió el grado de bachiller, en 1837, el de licenciado y en 1844, el de doctorado en ambas facultades.
En 1837 y 1838, fue propuesto para desempeñar una cátedra de Matemáticas en el Instituto Barcelonés. Fue nombrado subdelegado de cirugía en el partido de Igualada, y, en 1846, médico director interino de los manantiales sulfuro-termales de La Puda de Montserrat. Verificadas sus oposiciones, obtuvo en propiedad la dirección médica del importante establecimiento minero-médico allí establecido, que desempeñó por espacio de veintiocho años.
Trasladó su residencia a Madrid en 1859 y fundó el balneario de San Felipe Neri, primer establecimiento de esas características erigido en la capital. En virtud de concurso, pasó a Panticosa en 1874. Desempeñó, por espacio de cuatro años la dirección médica de su balneario, en cuya organización introdujo importantes reformas, que merecieron elogios de la prensa profesional.
Fue individuo de número de la Sociedad Filomática de Barcelona y de la Real Academia de Medicina y Cirugía de la ciudad condal, de la que también ejerció como corresponsal. Perteneció, asimismo, a otras instituciones.
Falleció en Madrid el 23 de febrero de 1879, a los 63 años de edad.
Luis Góngora le dedicó las siguientes palabras en la necrológica que escribió en su memoria:

¡Uno de los ilustres veteranos de nuestras filas ha bajado al sepulcro! Sucesivamente hemos visto desaparecer los más beneméritos miembros de aquella pléyade que llevó a cabo con su talento la regeneración de la Hidrología en España, prestando a nuestra especialidad servicios que fuera ingratitud insigne echar en olvido, y mengua para nosotros no proclamar en voz muy alta.

¡Arnús ha muerto! ¡El hombre honrado, el sabio modestísimo, el infatigable obrero de la inteligencia, el corazón humanitario, el amigo bondadoso, el amantísimo padre de familia, el modelo de virtudes cívicas, profesionales y domésticas ha dejado de existir, pero viven los frutos de su laboriosidad!...

Arnús ha muerto, pero tardará mucho en borrarse su recuerdo de la memoria de los vivos, que no en balde se consagra una larga existencia al trabajo y a la virtud.

## Obra
Además de multitud de memorias, publicó los siguientes escritos:
- Historia topográfica, química y médica de la Puda de Montserrat
- De la balneación hidro-atmhídrica — Baños de vapor con afusiones de agua